# 5741 (année hébraïque)
5741 (hébreu : ה'תשמ"א , abbr. : תשמ"א) est une année hébraïque qui a commencé à la veille au soir du 11 septembre 1980 et s'est finie le 28 septembre 1981. Cette année a compté 383 jours. Ce fut une année embolismique dans le cycle métonique, avec deux mois de Adar - Adar I et Adar II. Ce fut la première année depuis la dernière année de chemitta.
En l'an 5741, l'État d'Israël a fêté ses 33 ans d'indépendance.
L'an 5741 a marqué le début d'une nouvelle période de vingt-huit ans du cycle solaire hébraïque, célébrée par une bénédiction juive particulière, la Birkat Ha'Hamah (bénédiction du soleil) prononcée le mercredi 4 Nissan 5741 - 8 avril 1981.

## Calendrier
Ce calendrier hébraïque de l'année 5741 donne les correspondances avec les dates du calendrier grégorien.
Le premier nombre dans chaque case correspond au jour du mois hébraïque. Les jours en couleurs sont des jours remarquables juifs ou israéliens.
| ◄◄ | 5741 | ►► |

## Événements
- Yitzhak Shamir ministre des Affaires étrangères en Israël.
- Guerre du Liban : Reprise des combats entre l’armée syrienne et les FL de Bashir Gemayel. Zahlé est assiégée tandis que les affrontements reprennent à Beyrouth. Fin avril, les Syriens s’emparent des hauteurs surplombant la Bekaa et le réduit chrétien. Israël décide d’intervenir pour aider les chrétiens.
- Deux appareils syriens sont abattus par l’aviation israélienne, en violation de la ligne rouge. En réponse, la Syrie installe des batteries de missiles anti-aériens dans la Bekaa.
- Opération Opéra : l'aviation israélienne envoie plusieurs avions F-15 et F-16 bombarder et détruire le réacteur nucléaire irakien Osirak en cours de construction avancée avec l'aide de la France.
- Menahem Begin remporte les élections[1] en Israël au prix d’un soutien plus accru de son aile droite (Yitzhak Shamir, Ariel Sharon).
- Israël bombarde Beyrouth Ouest pour frapper les quartiers généraux palestiniens. En réponse, les Palestiniens multiplient les bombardements sur la Galilée.
- Philippe Habib, envoyé par Ronald Reagan, obtient un cessez-le-feu au Liban[2]. C’est une reconnaissance implicite des organisations palestiniennes par Israël.
- Ariel Sharon devient ministre de la Défense en Israël.
- Plan Fahd[3] de paix pour le Moyen-Orient fondé sur les résolutions du l’ONU : retrait d’Israël de tous les territoires occupés en 1967 y compris Jérusalem-Est, démantèlement des colonies des territoires occupés, liberté de culte dans les Lieux Saints, droit des Palestiniens au retour, Cisjordanie et Gaza sous tutelle onusienne, État palestinien indépendant avec Jérusalem pour capitale, droit de tous les États de la région à vivre en paix. Il est rejeté par Sadate mais les Occidentaux se montrent intéressés. L’OLP reste divisée. Yasser Arafat et le Fatah y sont favorables mais pas les membres de l’Ancien front du refus. La Syrie s’y oppose et Hafez el-Assad refuse de participer au sommet arabe de Fès.

## Naissances
- Yaniv Katan
- Shiri Maimon
- Adam Green
- Natalie Portman

## Décès
- Uri Zvi Greenberg
- Yitzhak Zuckerman